# Арсеній (Берло)
Арсеній Берло (світське ім'я — Берло Андрій Іванович) (до 1670, Панфили Яготинського р-ну Київської області — 6/7 червня 1744, Переяслав) — український релігійний діяч доби Гетьманщини. Церковний педагог. Засновник Переяславського колегіуму.
Єпископ Переяславський і Бориспільський Відомства православного сповідання Російської імперії.

## З історії роду
Арсеній Берло народився у сім'ї сотника Вороньківської сотні Переяславського полку, судді Івана Івановича Берла, який походив із Волощини (тепер Румунія). У 1660-х рр. оселився в містечку Вороньків. Предок Берла одержав шляхетство нібито врятувавши від турків пораненого польського короля Владислава Ягайла (1440 р.), за що дістав берло (скіпетр), звідки і походить, за родинними переказами, їхнє прізвище.
Батько Берла мав родинні зв'язки з багатьма знатними українськими сім'ями. Першою його дружиною була Параскева Сомківна, дочка наказного гетьмана Лівобережної України Якима Сомка, страченого 1663 р. гетьманом І. Брюховецьким.
І. Берло у 1711 році отримав від переяславського полковника С. Томари універсал на маєтності: сс. Жереб'ятин, Рогозів, Старе, Панфили.
Мав чотирьох синів і трьох дочок.

## Біографічні відомості
Берло Андрій Іванович був сином І. Берла від другого його шлюбу. Освіту завершував у Львові. Закінчивши навчання, прийняв чернечий постриг у Києво-Печерській лаврі. Деякий час був там трапезним. У 1709–1710 навчальному році викладав граматику у Києво-Могилянській академії. Висвячений на архідиякона при Київському митрополичому домі (1717 р.).
У 1722 р. їздив до Москви з ризницею на посвяту Варлаама Ванатовича на архієпископа Київського, Галицького і всієї Малої Росії.
Від 1722 до кінця 1728 рр. — архімандрит і настоятель Київського Межигірського монастиря. У 1722 році отримав від Синоду грамоту на підтвердження ставропігії монастиря.
Був у дружніх стосунках з Теофаном Прокоповичем, який у часи навчання та викладання А. Берла в Києво-Могилянській академії був професором і ректором, і користувався його покровительством. З початку 1729 р. А. Берла за сприяння Теофана Прокоповича висвячено на єпископа Мстиславського, Оршанського і Могильовського (у межах тогочасної Речі Посполитої; нині Республіка Білорусь).
У 1733 році призначений єпископом Переяславським і Бориспільським, отримав грамоту як перший самостійний єпископ Переяславський і Бориспільський. Переїхав до Переяслава.

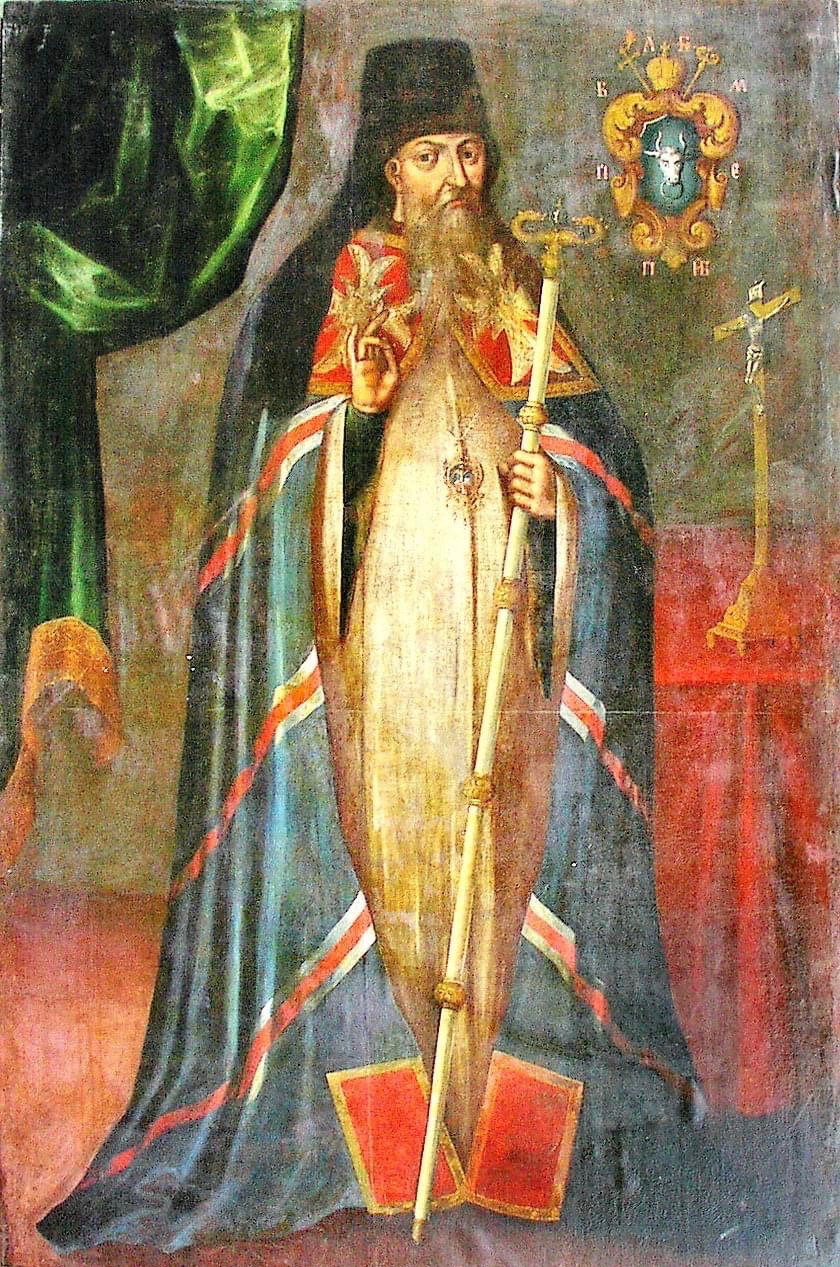
Портрет Арсенія Берла зі збірки Києво-Печерської лаври

До прибуття Берла архієрейський дім, монастирські та церковні приміщення були в жалюгідному стані. Духовенство єпархії перебувало в постійних сварках і чварах. Берло замінив членів Переяславської консисторії, навів лад у веденні документації. Встановив чіткі розміри податків та зборів коштів на ремонт і спорудження церков, на архієрейську кафедру тощо, вів записи всіх прибутків і витрат у спеціальних облікових книгах. У 1735 р. імператриця Анна Йоанівна затвердила подання Т. Прокоповича на призначення А. Берла архієпископом Бєлгородським і Обоянським, але в той час він захворів і, зіславшись на хворобу, залишився в Переяславі. 3 січня 1736 р. Синод відмінив рішення про призначення його на Бєлгородську кафедру, наказавши йому управляти нею до обрання нового єпископа.
Велика заслуга А. Берла — заснування у 1738 р. Переяславського колегіуму, де навчалися діти представників усіх станів краю, і який став помітним навчальним закладом України. В результаті численних заходів Берла станом на 1738 р. у Колегіумі навчалося 123 учні. Колегіум утворений на зразок Києво-Могилянської академії з класами фари, інфими, граматики, синтаксими, поетики й риторики, згодом — філософії та богослов'я. На честь засновника Переяславський колегіум називали «Collegio Berliana», тобто Берліанський колегіум. Сучасники відзначали освітянську працю А. Берла з особливою шаною. Традиція батьківської опіки над Колегіумом, започаткована А. Берлом, успадковувалася його наступниками на єпископській кафедрі.
Вкладаючи у створене училище всі свої особисті кошти, А. Берло не забував і Києво-Печерську лавру, з керівництвом якої так тісно співпрацював у влаштуванні Колегіуму. У 1741 р. він пожертвував тисячу червінців на позолоту бані лаврської дзвіниці, а також великі срібло-позолочені панікадила, 1200 руб. на поминання в приписні до монастирі та 600 руб. на поминання. У свою чергу, Києво-Печерська лавра вшанувала пам'ять свого благодійника портретом, який тривалий час зберігався в монастирській бібліотеці.
В окремих населених пунктах України досі знаходяться книги з власної бібліотеки А. Берла, які він дарував парафіяльним церквам. Зокрема, на «Канонах богородичных» (XVIII ст.) з бібліотеки Чернігівської семінарії зазначено:

| «Дается до церкви святителя Николая в Лозовій Яр за благословеніем преосвященнаго архиерея Арсенія Берло». |
У церкві Панфили, де проживали його родичі, зберігається Євангеліє з власним підписом А. Берла: «от книг Преосвященого Арсенія єпископа Переяславскаго и Бориспальскаго».
Після тривалої й важкої хвороби А. Берло помер у Переяславі, де й похований.